# لیلاند تراکس
لیلاند تراکس (انگلیسی: Leyland Trucks) شرکت خودروسازی بریتانیایی است، که در سال ۱۹۹۳ تأسیس شد و هم‌اکنون زیرمجموعه‌ای از شرکت پکار می‌باشد.